# باد فرديريش شال
باد فرديريش شال (بالألمانية: Bad Friedrichshall) هي بلدة، الحمامات الطبية، مدينة وبلدة ألمانية تقع في ألمانيا في بادن-فورتمبيرغ. يقدر عدد سكانها بـ 18,953 نسمة .

## المدن التوأمة
مدن Saint-Jean-le-Blanc، هوهنمولزن و إيزنبتل ‏ هي مدن توأمة لـباد فرديريش شال.

## أعلام
- أندريا أبلاسر
- فرد هيرزوغ